# Charlie Clough
Charlie David William Clough (* 4. September 1990 in Taunton) ist ein englischer Fußballspieler.

## Karriere
Charlie Clough erlernte das Fußballspielen in der Bristol Academy of Sport und in der Jugendmannschaft der Bristol Rovers. Hier unterschrieb er am 1. Juli 2008 auch seinen ersten Vertrag. Der Verein aus Bristol spielte in der dritten Liga, der EFL League One. Von hier aus wurde er an die Vereine Mangotsfield United FC, Chippenham Town, AFC Newport County, Weymouth FC, Bath City und AFC Telford United ausgeliehen. Von August 2012 bis September 2013 stand er beim Dorchester Town FC in Dorchester unter Vertrag. Über die englischen Stationen Forest Green Rovers, FC Barnet und Sutton United ging er im Januar 2019 nach Asien. Hier unterschrieb er in Brunei einen Vertrag beim Brunei DPMM FC. Der Verein spielte in der ersten singapurischen Liga, der Singapore Premier League. 2019 feierte er mit dem Verein die singapurische Meisterschaft. Anfang November 2021 ging er nach Bangladesch, wo er in Dhaka einen Vertrag beim Mohammedan SC unterschrieb. Dieser wurde nach einem Monat wieder aufgelöst. Am 9. Dezember 2021 nahm ihn der thailändische Erstligist Nakhon Ratchasima FC aus Nakhon Ratchasima unter Vertrag. Am Ende der Saison 2022/23 musste er mit Korat in die zweite Liga absteigen. Nach dem Abstieg wurde sein Vertrag nicht verlängert. Zu Beginn der neuen Spielzeit wechselte er im Sommer 2023 zum in der ersten Liga spielenden Port FC. Für den Bangkoker Verein bestritt er 17 Ligaspiele. Im Sommer 2024 wechselte er auf Leihbasis zum Erstligaabsteiger Chonburi FC. Für den Verein aus Chon BuriChonburi bestritt er 14 Zweitligaspiele. Nach der Hinrunde wechselte er Anfang Januar 2025 ebenfalls auf Leihbasis zum Zweitligisten Sisaket United FC. Für den Zweitligisten aus Sisaket bestritt er 15 Ligaspiele. Nach der Ausleihe kehrte er zum Port FC zurück. Hier wurde sein Vertrag jedoch nicht verlängert. Anfang Juli 2025 nahm ihn der Erstligist Lamphun Warriors FC aus Lamphun unter Vertrag.

## Erfolge
Brunei DPMM FC
- Singapurischer Meister: 2019